# Roland Danguillaume
Roland Danguillaume (* 24. August 1925 in Tigery; † 3. November 2018) war ein französischer Radsportler.

## Sportliche Laufbahn
Von 1947 bis 1954 war er als Unabhängiger und Berufsfahrer bei den französischen Teams Peugeot (bis 1949) und La Perle-Hutchinson unter Vertrag. Sein größter Erfolg war der Sieg in der Rundfahrt Tour de Calvados (mit einem Etappensieg) 1952. Insgesamt konnte er während seiner Laufbahn rund 100 Siege in seinen Palmares verbuchen. Darunter auch mehrere Querfeldeinrennen. In dieser Disziplin platzierte er sich auch bei den nationalen Meisterschaften zweimal im Vorderfeld. 1954 startete er bei der Internationalen Friedensfahrt, konnte sich auch mehrfach bei den Etappenankünften unter den besten zehn Fahrern platzieren, gab das Rennen aber auf.

## Familiäres
Roland Danguillaume ist der Bruder von Camille Danguillaume, Andre Danguillaume, Marcel Danguillaume und Jean Danguillaume, die alle Radsportler waren. Er ist der Onkel von Jean-Pierre Danguillaume, der 1969 die Internationale Friedensfahrt gewann. Seine Tochter heiratete den späteren Weltmeister der Amateure Jacques Botherel.  Einer seiner vier Söhne, Michel, war ebenfalls als Radsportler aktiv.